# Хотел са 7 звездица
Хотел са 7 звездица је српска телевизијска серија из 2002. године. Серију је реализовала продукцијска кућа „Призор“, а серија је премијерно емитована на телевизији Пинк, а затим и на другим телевизијама. Тренутно се емитује на кабловском каналу Пинк серије. Има 30 епизода. Серија представља комбинацију комедије и мистерије. Кроз серију је током њеног снимања прошао велики број познатих глумаца и личности.

## Опис
Назив серије је асоцијација на седам главних ликова, седам радника старог београдског хотела који је стециште сумњивих типова и параван за разне мутне послове. Запослени покушавају да одоле радозналости финансијске полиције, а управник се труди да сачува фотељу. Уз разне згоде и незгоде, кроз хотел дефилује читава галерија превараната, лажних милионера и ловаца у мутном. 

## Епизоде
| Сезона | Епизода | Назив                 | Сценариста      |
| ------ | ------- | --------------------- | --------------- |
| 1      | 1       | Партија живота        | Вук Павловић    |
| 1      | 2       | Госпођица             | Вук Павловић    |
| 1      | 3       | Мери Попинс           | Вук Павловић    |
| 1      | 4       | Мађарица              | Вук Павловић    |
| 1      | 5       | Најпривлачнији пар    | Жељко Мијановић |
| 1      | 6       | Јутарња кафица        | Жељко Мијановић |
| 1      | 7       | Штрајк                | Жељко Мијановић |
| 1      | 8       | Краткотрајно примирје | Вук Павловић    |
| 1      | 9       | Дуети и дуели         | Вук Павловић    |
| 1      | 10      | Интервју са Софијом   | Жељко Мијановић |
| 1      | 11      | Го као пиштољ         | Жељко Мијановић |
| 1      | 12      | За шаку евра          | Вук Павловић    |
| 1      | 13      | Од избора два путића  |                 |
| 1      | 14      | Top secret            |                 |
| 1      | 15      | Love Me Tender        |                 |
| 1      | 16      | Лабудова песма        |                 |
| 1      | 17      | Лукавија од лисице    |                 |
| 1      | 18      | Бабино унуче          |                 |
| 1      | 19      | Страва и ужас         |                 |
| 1      | 20      | Кажи - А              | Вук Павловић    |
| 1      | 21      | Челична леди          | Жељко Мијановић |
| 1      | 22      | Кадровске промене     | Жељко Мијановић |
| 1      | 23      | Хасанагиница          | Вук Павловић    |
| 1      | 24      | Примопредаја          | Вук Павловић    |
| 1      | 25      | Рођен да губи         | Жељко Мијановић |

## Улоге
| Глумац                  | Улога                                            |
| ----------------------- | ------------------------------------------------ |
| Милан Чучиловић         | Боривоје Бора Станић                             |
| Милица Милша            | Верица                                           |
| Саво Радовић            | Животије Ж. Живанчевић Живљански                 |
| Сандра Бугарски         | Станислава Цица Рајковић                         |
| Марко Живић             | Митар Мита                                       |
| Зинаида Дедакин         | Рада                                             |
| Радисав Радојковић      | Брка                                             |
| Љиљана Шљапић           | Софија Хаџи-Тонић                                |
| Драгиша Милојковић      | Лаки                                             |
| Лидија Вукићевић        | Сарка Звечарка                                   |
| Душица Синобад          | Гордана Гога Олујић                              |
| Александра Цуцић        | Ержебет Капошвари                                |
| Бранко Џамбић           | Цакани                                           |
| Сузана Манчић           | Лидија Бајкић                                    |
| Драгана Мркић           | Грофица Лепосава фон Браун Шварцвалд Гешајбен    |
| Џеј Рамадановски        | Господин Несврстани                              |
| Срђан Жагар             | Гаги Марковић                                    |
| Живојин Жика Миленковић |                                                  |
| Марко Стојановић        | Бајкић                                           |
| Ненад Ристић            | Курир                                            |
| Слободан Росић          | Мишко                                            |
| Драган Крсмановић       | Мохамед Алнасер Мустафа Елкахид Сабахудин Гибран |
| Србољуб Милин           | др Момчило Рајковић                              |
| Веселин Стијовић        | Џорџ Хаџи-Тонић                                  |
| Жељко Мијановић         | Блинкер                                          |
| Александар Дунић        | др Елиот Нешић                                   |

Комплетна ТВ екипа ▼
| Редитељ    | Данило Вукотић  | (4 еп. 2002)            |
| Сценариста | Вук Павловић    | (4 еп. 2002)            |
| Сценариста | Жељко Мијановић | (непознат број епизода) |